# Lemany-Nadleśnictwo
Lemany-Nadleśnictwo – osada leśna w Polsce położona w województwie mazowieckim, w powiecie pułtuskim, w gminie Pułtusk.
W latach 1975–1998 miejscowość należała administracyjnie do województwa ciechanowskiego.